# Большой ремонт (телесериал)
«Большой ремонт» (англ. Home Improvement) — американский комедийный телевизионный сериал, выпущенный телекомпанией ABC. В 90-х годах он был одним из самых популярных комедийных сериалов США, выиграв множество наград. Сериал начал актерскую карьеру Тима Аллена, а также стал началом телевизионной карьеры Памелы Андерсон, которая принимала участие в первых двух сезонах. Название шоу является игрой слов: ссылается на физическое совершенствование домов, а также на улучшение жизни в семье, у друзей, в работе и в школе.

## Сюжет
В центре действия сериала находится семья Тейлоров, которая состоит из отца Тима, его супруги Джилл и троих их детей: старшего Брэда, среднего ребёнка Рэнди и младшего Марка. Они живут в пригороде Детройта, штат Мичиган, рядом с соседом по имени Уилсон, который часто даёт советы для решения проблем Тима и Джилл.
Тим олицетворяет стереотип американского мужчины, который любит электроинструменты, автомобили и спорт (особенно местные команды Детройта). Бывший продавец вымышленной компании «Инструменты Бинфорда», он очень самоуверен, действует по-своему во всех делах, руководствуясь принципом «больше мощности». Остроумный, но легкомысленный, Тим часто шутит, даже в неподходящее время.
Каждая серия включает в себя собственное телешоу Тима по улучшению под названием «Время инструментов» (или «Пора за дело»). В организации этого шоу Тиму помогают его друг и скромный помощник Эл Борланд и «девушка-инструмент» — сперва Лиза, а затем Хайди.
Несмотря на статус телезвезды, Тим Тейлор — невезучий мастер на все руки, что часто приводит к массовым бедствиям и к ужасу своих коллег по работе и в семье.

### Сюжетные линии и характеры
Действие сериала и его юмор во многом опираются на характерные особенности и запоминающиеся черты героев. К примеру, Брэд — популярный и атлетичный, часто берется за дело, прежде чем думать, что регулярно приводит его к беде. Рэнди, на год моложе, комичен; известен своей быстротой мышления и острословием. У него больше здравого смысла, чем у Брэда, но он тоже не застрахован от неприятностей. Марк был, своего рода, «маменькиным сынком», хотя позже в седьмом сезоне, он превратился в подростка-изгоя, который одет в черные одежды (гота). Между тем Брэд заинтересовался автомобилями, как и его отец, и занялся футболом. Рэнди присоединился к клубу театральной школы, а позже к школьной газете, а в восьмом сезоне он уехал в Коста-Рику.

Неотъемлемой частью сериала стали взаимоотношения главного героя Тима со своим ассистентом Элом и соседом Уилсоном. Эл в телешоу Тима всё время на втором плане, хотя он имеет гораздо больше знаний, навыков и популярности, чем Тим. Его фраза на шутку или неудачную идею Тима: «Я так не думаю, Тим». Кроме того, Эл придумывает много каламбуров и часто хихикает или фыркает, когда шутят над Тимом.
Эл проявляет осторожность, неуверенность, всякий раз, когда Тим делает неосторожное замечание в прямом эфире Эл быстро вытаскивает большой плакат с адресом шоу для тех зрителей, которые хотят пожаловаться на Тима. Тим часто шутит над Элом из-за его бороды, веса, мягкости характера, плохого чувства юмора, его матери и его предпочтения фланелевым рубашкам.

Что касается Уилсона, то он и Тим являются ближайшими соседями и лучшими друзьями. Каждый раз, когда Тим сталкивается с трудностями в своей повседневной жизни, он идет к Уилсону за советом. Уилсон всегда, как кажется, знает ответ, часто использует философские или исторические цитаты, чтобы высказать свою точку зрения. Тим повторяет жене (или зрителям своего шоу), что ему говорил Уилсон, но часто повторяет слова неправильно, или меняет всю фразу Уилсона, делая из неё забавную бессмыслицу.

## В ролях
- Тим Аллен — Тимоти «Тим» Тейлор
- Патриция Ричардсон — Джиллиан «Джилл» Паттерсон-Тейлор
- Зэкери Тай Брайан — Брэдли Майкл «Брэд» Тейлор
- Джонатан Тейлор Томас — Рэндалл Уильям «Рэнди» Тейлор
- Тэран Ноа Смит — Маркус Джейсон «Марк» Тейлор
- Ричард Карн — Альберт «Эл» Борланд
- Дебби Даннинг — Хайди Кеппет
- Эрл Хиндман — Уилсон Уилсон Мл.

### Прочие персонажи

#### Родственники семьи Тейлоров
- Вильям О`Лири — Мартин «Марти» Тейлор
- Дженсен Даггет — Нэнси Тейлор
- Том Шарп — Джеф Тейлор
- Бонни Бартлетт — Люси Тейлор
- Полли Холлидей — Лилиан «Нана» Паттерсон
- М. Эммет Уолш — Полковник Фред Паттерсон
- Туди Рош — Кэрри Паттерсон

#### Друзья семьи Тейлоров
- Джимми Лабриола — Бенни Барони
- Памела Андерсон — Лиза
- Блейк Кларк — Гарри Тёрнер
- Шерри Харси — Айлин
- Микки Джонс — Пит Билкер
- Гарри МакГурк — Дуэйн Гувер
- Кейси Сандер — Рок Флэнеган
- Чарлз Робинсон — Бад Харпер
- Милтон Кэнеди — Милтон
- Марианджела Пино — Мари
- Ширли Престиа — Долорес
- Бетси Рэндел — Карен
- Джессика Вессон — Дженифер Сударски
- Нобл Виллингхэм — Джон Бинфорд
- Вики Льюис — Морин Бинфорд
- Роберт Пикардо — Джо
- Ли Энн Орси — Эшли
- Энди Макэфи — Бет
- Кристин Клэйтон — Анджела
- Меган Кавана — Труди
- Кейт Леман — Кэл Борланд
- Эл Фанн — Феликс Маймен
- Чайна Кантнер — племянница Уилсона
- Джарет Пол — Джэйсон

## Специальные гости и камео
На протяжении сериала, в нём приняло участие множество известных людей:
- Джонни Резерфорд
- Робби Гордон
- Марио и Майкл Андретти
- Эл Ансер (старший, младший и 3-й)
- Дженни Маккарти
- Алан Джексон
- Пейн Стюарт
- Дрю Кэри
- Кен Бауэрсокс
- Джон Илуэй
- Грант Хилл
- Эвандер Холифилд
- Джордж Форман
- Джимми Картер
- Айзея Томас
- Джей Лено
- Боб Вила
- The Beach Boys
- Том Вопэт
- Дэйв Шаппел
- Джим Брейер
- Дрейк Белл
- Джек Элам
- Эрнест Боргнайн
- Дэн Эйкройд
- Родни Дэнджерфилд
- Алекс Рокко
- Пенн и Теллер
- Мишель Уильямс

## Список эпизодов сериала
| #                   | Название                                                                                             | Дата выпуска     |
| ------------------- | --- | ---------------- |
| 1 сезон (1991—1992) | |                  |
| 1                   | Pilot (Пилотный выпуск)                                                                              | 17 сентября 1991 |
| 2                   | Mow better blues (Блюз лучшей косьбы)                                                                | 24 сентября 1991 |
| 3                   | Off sides (Вне игры)                                                                                 | 1 октября 1991   |
| 4                   | Satellite on a Hot Tim's Roof (Спутник на горячей крыше Тима)                                        | 8 октября 1991   |
| 5                   | Wild Kingdom (Дикое королевство)                                                                     | 15 октября 1991  |
| 6                   | Adventures in Fine Dining (Приключения в «Fine Dinning»)                                             | 22 октября 1991  |
| 7                   | Nothing More Than Feelings (Не более чем чувства)                                                    | 29 октября 1991  |
| 8                   | Flying Sauces (Летающие соусы)                                                                       | 5 ноября 1991    |
| 9                   | Bubble, Bubble, Toil and Trouble (Пузыриться, пузыриться, трудиться и мучиться)                      | 15 ноября 1991   |
| 10                  | Reach Out and Teach Someone (Тянуть и учить кого-нибудь)                                             | 26 ноября 1991   |
| 11                  | Look Who's Not Talking (Смотрите, кто не говорит)                                                    | 10 декабря 1991  |
| 12                  | Yule Better Watch Out (Рождества лучше остерегаться)                                                 | 17 декабря 1991  |
| 13                  | Up Your Alley (Ваша дорожка)                                                                         | 7 января 1992    |
| 14                  | For Whom the Belch Tolls (По ком звонит отрыжка)                                                     | 14 января 1992   |
| 15                  | Forever Jung (Вечный юнга)                                                                           | 21 января 1992   |
| 16                  | Jill's Birthday (День рождения Джилл)                                                                | 4 февраля 1992   |
| 17                  | What About Bob? (Как насчёт Боба?)                                                                   | 11 февраля 1992  |
| 18                  | Baby, It's Cold Outside (Детка, снаружи холодно)                                                     | 18 февраля 1992  |
| 19                  | Unchained Malady (Невезучий)                                                                         | 25 февраля 1992  |
| 20                  | Birds of a Feather Flock to Taylor (Птичье перо в стае Тима)                                         | 3 марта 1992     |
| 21                  | A Battle of Wheels (Битва колёс)                                                                     | 17 марта 1992    |
| 22                  | Luck Be a Taylor Tonight (Удачно быть Тэйлором сегодня)                                              | 7 апреля 1992    |
| 23                  | Al's Fair in Love and War (Эл честен в любви и войне)                                                | 28 апреля 1992   |
| 24                  | Stereo-Typical (Стерео-типичные)                                                                     | 5 мая 1992       |
| 2 сезон (1992—1993) | |                  |
| 25 (1)              | Read My Hips (Читай мои сигналы)                                                                     | 16 сентября 1992 |
| 26 (2)              | Rites and Wrongs of Passage (Ритуалы и трудности пути)                                               | 23 сентября 1992 |
| 27 (3)              | Overactive Glance (Гиперактивный взгляд)                                                             | 30 сентября 1992 |
| 28 (4)              | Groin Pains (Боли в паху)                                                                            | 7 октября 1992   |
| 29 (5)              | Heavy Meddle (Тяжёлое вмешательство)                                                                 | 14 октября 1992  |
| 30 (6)              | The Haunting of Taylor House (Призраки дома Тэйлоров)                                                | 28 октября 1992  |
| 31 (7)              | Roomie for Improvement (Соседушка для улучшения)                                                     | 4 ноября 1992    |
| 32 (8)              | May the Best Man Win (Может, победит сильнейший)                                                     | 11 ноября 1992   |
| 33 (9)              | Where There's a Will, There's a Way (Там, где ты есть, твой путь)                                    | 18 ноября 1992   |
| 34 (10)             | Let's Did Lunch (Был ли обед)                                                                        | 25 ноября 1992   |
| 35 (11)             | Abandoned Family (Заброшенная семья)                                                                 | 2 декабря 1992   |
| 36 (12)             | I'm Scheming of a White Christmas (Я — интрига Белого Рождества)                                     | 16 декабря 1992  |
| 37 (13)             | Bell Bottom Blues (Звук нижнего блюза)                                                               | 6 января 1993    |
| 38 (14)             | Howard's End (Конец Говарда)                                                                         | 13 января 1993   |
| 39 (15)             | Love is a Many Splintered Thing (Любовь — это множество различных вещей)                             | 20 января 1993   |
| 40 (16)             | Dances with Tools (Танцы с инструментами)                                                            | 3 февраля 1993   |
| 41 (17)             | You're Driving Me Crazy, You're Driving Me Nuts (Ты сводишь меня с ума, ты делаешь меня психом)      | 10 февраля 1993  |
| 42 (18)             | Bye Bye Birdie (Пока, птичка)                                                                        | 17 февраля 1993  |
| 43 (19)             | Karate or Not, Here I Come! (Каратэ или нет, я вхожу!)                                               | 24 февраля 1993  |
| 44 (20)             | Shooting Three to Make Tutu (Подстреленная тройка делает Туту)                                       | 3 марта 1993     |
| 45 (21)             | Much Ado About Nana (Много шума из Наны)                                                             | 17 марта 1993    |
| 46 (22)             | Ex Marks the Spot (Ставит метку)                                                                     | 14 апреля 1993   |
| 47 (23)             | To Build or Not to Build (Строить или не строить)                                                    | 5 мая 1993       |
| 48 (24)             | Birth of a Hot Rod (Рождение супер-машины)                                                           | 12 мая 1993      |
| 49 (25)             | The Great Race (Большая гонка)                                                                       | 19 мая 1993      |
| 3 сезон (1993—1994) | |                  |
| 50 (1)              | Maybe, Baby (Может быть, ребёнок)                                                                    | 15 сентября 1993 |
| 51 (2)              | Aisle See You in My Dreams (Айсли видел тебя в моих снах)                                            | 22 сентября 1993 |
| 52 (3)              | This Joke's for You (Эта шутка для тебя)                                                             | 29 сентября 1993 |
| 53 (4)              | A Sew, Sew Evening (Сшитый, сшитый вечер)                                                            | 6 октября 1993   |
| 54 (5)              | Arrivederci, Binford (Арривидерчи, Бинфорд)                                                          | 13 октября 1993  |
| 55 (6)              | Crazy for You (Сумасшедшая для тебя)                                                                 | 27 октября 1993  |
| 56 (7)              | Blow Up (Взрыв)                                                                                      | 3 ноября 1993    |
| 57 (8)              | Be True to Your Tool (Будьте честны со своими инструментами)                                         | 10 ноября 1993   |
| 58 (9)              | Dollars and Sense (Доллары и смысл)                                                                  | 17 ноября 1993   |
| 59 (10)             | A Frozen Moment (Замороженный момент)                                                                | 24 ноября 1993   |
| 60 (11)             | Feud for Thought (Вражда к размышлению)                                                              | 1 декабря 1993   |
| 61 (12)             | I'm Scheming of a White Christmas (Двойной вред перед Рождеством)                                    | 15 декабря 1993  |
| 62 (13)             | Slip Sleddin' Away (Скольжение уносит)                                                               | 5 января 1994    |
| 63 (14)             | Dream On (Сон о)                                                                                     | 12 января 1994   |
| 64 (15)             | Reel Men (Настоящий мужчина)                                                                         | 26 января 1994   |
| 65 (16)             | The Colonel (Полковник)                                                                              | 9 февраля 1994   |
| 66 (17)             | Room for Change (Комната для изменений)                                                              | 2 марта 1994     |
| 67 (18)             | The Eve of Construction (Ева строительства)                                                          | 9 марта 1994     |
| 68 (19)             | Too Many Cooks (Слишком много поваров)                                                               | 24 февраля 1994  |
| 69 (20)             | It Was the Best of Tims, It Was the Worst of Tims (Это было лучшее от Тима, это было худшее от Тима) | 30 марта 1994    |
| 70 (21)             | Fifth Anniversary (Пятая годовщина)                                                                  | 6 апреля 1994    |
| 71 (22)             | Swing Time (Время качаться)                                                                          | 4 мая 1994       |
| 72 (23)             | What You See is What You Get (Что видите, то и получаете)                                            | 11 мая 1994      |
| 73 (24)             | Reality Bytes (Байты реальности)                                                                     | 18 мая 1994      |
| 74 (25)             | The Great Race II (Большая гонка II)                                                                 | 25 мая 1994      |
| 4 сезон (1994—1995) | |                  |
| 75 (1)              | Back in the Saddle Shoes Again (Назад в прежнюю колею)                                               | 20 сентября 1994 |
| 76 (2)              | Don't Tell Momma (Не говори маме)                                                                    | 27 сентября 1994 |
| 77 (3)              | Death Begins at Forty (Смерть начинается в сорок)                                                    | 4 октября 1994   |
| 78 (4)              | The Eyes Don't Have It (Глаза этого не имеют)                                                        | 11 октября 1994  |
| 79 (5)              | He Ain't Heavy, He's Just Irresponsible (Он не несносный, он просто безответственный)                | 18 октября 1994  |
| 80 (6)              | Borland Ambition (Амбиции Борланда)                                                                  | 25 октября 1994  |
| 81 (7)              | Let's Go to the Videotape (Пойдём на видеокассету)                                                   | 8 ноября 1994    |
| 82 (8)              | Quibbling Siblings (Братские придирки)                                                               | 15 ноября 1994   |
| 83 (9)              | My Dinner with Wilson (Мой ужин с Уилсоном)                                                          | 22 ноября 1994   |
| 84 (10)             | Ye Olde Shoppe Teacher (Твой старый учитель)                                                         | 29 ноября 1994   |
| 85 (11)             | Some Like it Hot Rod (Некоторые любят супер-автомобили)                                              | 6 декабря 1994   |
| 86 (12)             | Twas the Night Before Chaos (Ночь перед хаосом)                                                      | 13 декабря 1994  |
| 87 (13)             | The Route of All Evil (Маршрут всего зла)                                                            | 3 января 1995    |
| 88 (14)             | Brother, Can You Spare a Hot Rod? (Брат, у тебя есть запасная машина?)                               | 10 января 1995   |
| 89 (15)             | Super Bowl Fever (Суперкубковая лихорадка)                                                           | 31 января 1995   |
| 90 (16)             | Bachelor of the Year (Холостяк года)                                                                 | 7 февраля 1995   |
| 91 (17)             | It's My Party (Это моя вечеринка)                                                                    | 14 февраля 1995  |
| 92 (18)             | A House Divided (На два дома)                                                                        | 21 февраля 1995  |
| 93 (19)             | The Naked Truth (Голая правда)                                                                       | 24 февраля 1995  |
| 94 (20)             | Talk to Me (Поговори со мной)                                                                        | 14 марта 1995    |
| 95 (21)             | No, No, Godot (Нет, нет, Годо)                                                                       | 21 марта 1995    |
| 96 (22)             | Tool Time After Dark (Part 1) («Время инструментов» после заката-1)                                  | 11 апреля 1995   |
| 97 (23)             | Tool Time After Dark (Part 2) («Время инструментов» после заката-2)                                  | 11 апреля 1995   |
| 98 (24)             | Sisters and Brothers (Сёстры и братья)                                                               | 2 мая 1995       |
| 99 (25)             | A Marked Man (Помеченный)                                                                            | 9 мая 1995       |
| 100 (26)            | Wilson's Girlfriend (Подруга Уилсона)                                                                | 23 мая 1995      |
| 5 сезон (1995—1996) | |                  |
| 101 (1)             | A Taylor Runs Through It (Тейлор утекает)                                                            | 19 сентября 1995 |
| 102 (2)             | The First Temptation of Tim (Первое искушение Тима)                                                  | 26 сентября 1995 |
| 103 (3)             | Her Cheatin' Mind (Её обманный ум)                                                                   | 3 октября 1995   |
| 104 (4)             | Jill's Surprise Party (Вечеринка-сюрприз для Джилл)                                                  | 17 октября 1995  |
| 105 (5)             | Advise and Repent (Советовать и сожалеть)                                                            | 24 октября 1995  |
| 106 (6)             | Let Them Eat Cake (Пусть едят торт)                                                                  | 31 октября 1995  |
| 107 (7)             | The Look (Взгляд)                                                                                    | 7 ноября 1995    |
| 108 (8)             | Room Without a View (Комната без вида)                                                               | 14 ноября 1995   |
| 109 (9)             | Chicago Hope (Чикагская надежда)                                                                     | 21 ноября 1995   |
| 110 (10)            | Doctor in the House (Доктор в доме)                                                                  | 28 ноября 1995   |
| 111 (11)            | That's My Momma (Это моя мама)                                                                       | 5 декабря 1995   |
| 112 (12)            | Twas the Flight Before Christmas (Это был полёт перед Рождеством)                                    | 12 декабря 1995  |
| 113 (13)            | Oh, Brother (Ох,брат)                                                                                | 9 января 1996    |
| 114 (14)            | High School Confidential (Секретно в старшей школе)                                                  | 16 января 1996   |
| 115 (15)            | Tanks for the Memories (Танки на память)                                                             | 30 января 1996   |
| 116 (16)            | The Vasectomy One (Одна вазэктомия)                                                                  | 6 февраля 1996   |
| 117 (17)            | Fear of Flying (Боязнь полета)                                                                       | 13 февраля 1996  |
| 118 (18)            | When Harry Kept Delores (Когда Гарри удержал Долорес)                                                | 20 февраля 1996  |
| 119 (19)            | Eye on Tim (Следить за Тимом)                                                                        | 27 февраля 1996  |
| 120 (20)            | The Bud Bowl (Кубок Бада)                                                                            | 5 марта 1996     |
| 121 (21)            | Engine and a Haircut, Two Fights (Двигатель и стрижка, два конфликта)                                | 12 марта 1996    |
| 122 (22)            | The Longest Day (Самый длинный день)                                                                 | 2 апреля 1996    |
| 123 (23)            | Mr. Wilson's Opus (Опус Мистера Уилсона)                                                             | 30 апреля 1996   |
| 124 (24)            | Shopping Around (Вокруг покупок)                                                                     | 7 мая 1996       |
| 125 (25)            | Alarmed by Burglars (Встревоженный грабителями)                                                      | 14 мая 1996      |
| 126 (26)            | Games, Flames and Automobiles (Игры, пожары и автомобили)                                            | 21 мая 1996      |
| 6 сезон (1996—1997) | |                  |
| 127 (1)             | At Sea (В море)                                                                                      | 17 сентября 1996 |
| 128 (2)             | Future Shock (Шок будущего)                                                                          | 24 сентября 1996 |
| 129 (3)             | Workshop 'Til You Drop (Семинар, пока не поздно)                                                     | 1 октября 1996   |
| 130 (4)             | Burnin' Love (Горящая любовь)                                                                        | 8 октября 1996   |
| 131 (5)             | Al's Video (Видео Эла)                                                                               | 15 октября 1996  |
| 132 (6)             | Whose Car is It Anyway? (Чья эта машина всё-таки?)                                                   | 22 октября 1996  |
| 133 (7)             | I Was a Teenage Taylor (Я был подростком Тэйлором)                                                   | 29 октября 1996  |
| 134 (8)             | Jill and Her Sisters (Джилл и её сёстры)                                                             | 12 ноября 1996   |
| 135 (9)             | The Tool Man Delivers (Доставка от мастера)                                                          | 19 ноября 1996   |
| 136 (10)            | The Wood, the Bad and the Hungry (Деревянный, плохой и голодный)                                     | 26 ноября 1996   |
| 137 (11)            | Workin' Man Blues (Блюз рабочего человека)                                                           | 10 декабря 1996  |
| 138 (12)            | No Place Like Home (Нет места, кроме дома)                                                           | 17 декабря 1996  |
| 139 (13)            | The Flirting Game (Игра во флирт)                                                                    | 7 января 1997    |
| 140 (14)            | The Karate Kid Returns (Возвращение мальчика-каратиста)                                              | 14 января 1997   |
| 141 (15)            | Totally Tool Time (Полное время инструментов)                                                        | 28 января 1997   |
| 142 (16)            | A Funny Valentine (Забавный Валентин)                                                                | 11 февраля 1997  |

## Интересные факты
- В 1994 году была выпущена видеоигра Home Improvement: Power Tool Pursuit![англ.] (с англ. — «Большой ремонт: Погоня за электро-инструментом»), основанная на сериале — игра была выпущена компанией Absolute Entertainment в ноябре 1994 года для приставки Super Nintendo. Жанр — двухмерный платформер.